# Endomelanconium endophytica
Endomelanconium endophytica är en svampart som beskrevs av E.I. Rojas & Samuels 2008. Endomelanconium endophytica ingår i släktet Endomelanconium och familjen Helotiaceae.   Inga underarter finns listade i Catalogue of Life.